# Aristodamidas
Aristodamidas (altgriechisch Αριστοδαμίδας Aristodamídas) war in der griechischen Mythologie der Sohn des Merops oder des Akoos. Er folgte seinem Vater auf den Thron von Argos nach. Er war der Vater des Pheidon, der nach ihm König wurde, und des Karanos.